# San José Tepozán
San José Tepozán är en ort i Mexiko.   Den ligger i kommunen Cadereyta de Montes och delstaten Querétaro Arteaga, i den centrala delen av landet, 170 km norr om huvudstaden Mexico City. San José Tepozán ligger 2 160 meter över havet och antalet invånare är 324.
Terrängen runt San José Tepozán är kuperad åt nordväst, men åt sydost är den bergig. Runt San José Tepozán är det ganska glesbefolkat, med 39 invånare per kvadratkilometer. Närmaste större samhälle är Jiliapan, 18,4 km öster om San José Tepozán. I omgivningarna runt San José Tepozán växer huvudsakligen savannskog.